# ロジャー・メイウェザー
ロジャー・メイウェザー（Roger Mayweather、1961年4月24日 - 2020年3月17日）は、アメリカ合衆国の元プロボクサー、元トレーナー。ミシガン州グランドラピッズ出身。元WBA世界スーパーフェザー級王者。元WBC世界スーパーライト級王者。世界2階級制覇王者。ロジャーは三人兄弟の次兄で、長兄はフロイド・メイウェザー・シニア、末弟はジェフ・メイウェザー。長兄の息子（甥）はフロイド・メイウェザー・ジュニア。
選手引退後は、メイウェザー・ジュニアのトレーナーを長く務めていたが、2013年ごろからパンチドランカーを患い、昔の記憶の大部分を喪失し、メイウェザー・ジュニアの事を誰か認識できないほど症状が悪化していた。

## 来歴

### プロボクサー時代
1981年7月29日、1回TKO勝ちでプロデビュー。
1982年10月23日、13戦目でルーベン・ムニョス（ アメリカ合衆国）に判定勝ちし、USBA全米ライト級王座を獲得。
1983年1月19日、15戦目でWBA世界スーパーフェザー級王者サムエル・セラノ（ プエルトリコ）に挑戦し、8回TKO勝ちで無敗のまま王座を獲得。以後、2度の防衛に成功した。
1984年2月27日、ロッキー・ロックリッジ（ アメリカ合衆国）と対戦し、1回KO負けで王座から陥落。初黒星を喫した。
1985年7月7日、WBC世界スーパーフェザー級王者フリオ・セサール・チャベス（ メキシコ）に挑戦するも、2回TKO負けで王座獲得に失敗した。
1987年3月28日、NABF北米ライト級王座決定戦でパーネル・ウィテカー（ アメリカ合衆国）と対戦し、0-3の判定負けで王座獲得に失敗した。
1987年11月12日、WBC世界スーパーライト級王者レネ・アルレドンド（ メキシコ）に挑戦し、6回KO勝ちで王座を獲得、2階級制覇に成功した。
以後、マウリシオ・アセベス、ハロルド・ブレーザー、ロドルフォ・ゴンザレス、ビニー・パジェンサを相手に4度の防衛に成功した。
1989年5月13日、5度目の防衛戦でフリオ・セサール・チャベス（ メキシコ）と対戦し、10回TKO負けで王座から陥落した。
1991年12月7日、IBF世界スーパーライト級王座決定戦でラファエル・ピネダ（ コロンビア）と対戦し、8回KO負けで王座獲得ならず。
1995年6月25日、IBF世界スーパーライト級王者コンスタンチン・チュー（ オーストラリア）に挑戦するも、0-3の大差判定負けで王座獲得に失敗した。
1999年5月8日の試合を最後に引退した。

### トレーナー時代
選手引退後は、甥であるフロイド・メイウェザー・ジュニアのトレーナーとなった。麻薬の密売で収監されていたフロイド・メイウェザー･シニアが刑務所から出所する1998年までメイウェザー・ジュニアのトレーナーを務めていたが、出所してきたシニアとトレーナーを代わることになる。しかし、2000年3月18日のグレゴリオ・バルガス戦の後、メイウェザー・ジュニアがシニアを解雇すると、再びロジャー･メイウェザーがトレーナーとして復帰した。
2006年4月8日、メイウェザー・ジュニア vs. ザブ・ジュダーのIBF世界ウェルター級タイトルマッチで、10回にメイウェザー・ジュニアがジュダーのローブローとラビットパンチを受けて倒れると、ロジャーがリングに入り相手セコンドと乱闘になった。試合は一時中断された後に続行され、メイウェザー・ジュニアが判定勝ちを収めたが、試合の5日後に、ネバダ州アスレチック・コミッション（NSAC）は、試合の裁定は覆さなかったが、ロジャーに対し、20万ドルの罰金と1年間セコンド禁止のサスペンドを課した。
2006年、息子の母方の祖母に暴行を働いたとして刑務所に収監される。このため2006年11月のカルロス・バルドミール戦はメイウェザー・ジュニアに別のトレーナーが就いたが、試合前に刑務所の中からメイウェザー･ジュニアにアドバイスを伝えるロジャー･メイウェザーの映像がテレビ中継で使われた。
2009年8月、元教え子の女子ボクサーに暴行を働き、刑務所に6ヶ月間収監される。
2013年9月、サウル・アルバレス戦ではロジャーに代わり、メイウェザー・シニアがジュニアのトレーナーに就いた。この頃から、パンチドランカーと糖尿病を患い、メイウェザー・ジュニアの幼少期やシニアの出所後2年間を除き、長い間メイウェザー・ジュニアのトレーナーに就いてきたが、健康状態が優れないことから、トレーナー業を廃業した。
その後も、徘徊から行方がわからなくなって、ジュニアが街中を探し回ることや、警察へ捜索を依頼することがあるなど症状は悪化していた。パッキャオ戦の前日には、MGMグランドから自宅まで20マイル（約32キロメートル）もの道のりを1人で徒歩で帰宅していた。マクレガー戦試合当日にも、徘徊から一時行方がわからなくなっていた。
2020年3月17日火曜日、長年の健康不良と糖尿病の合併症により死去。58歳没。

## 獲得タイトル
- WBA世界スーパーフェザー級王座（防衛2）
- WBC世界スーパーライト級王座（防衛4）